# Buffalo (Misuri)
Buffalo es una ciudad ubicada en el condado de Dallas en el estado estadounidense de Misuri. En el Censo de 2010 tenía una población de 3084 habitantes y una densidad poblacional de 416,05 personas por km².

## Geografía
Buffalo se encuentra ubicada en las coordenadas 37°38′43″N 93°5′48″O / 37.64528, -93.09667. Según la Oficina del Censo de los Estados Unidos, Buffalo tiene una superficie total de 7.41 km², de la cual 7.41 km² corresponden a tierra firme y (0.03%) 0 km² es agua.

## Demografía
Según el censo de 2010, había 3084 personas residiendo en Buffalo. La densidad de población era de 416,05 hab./km². De los 3084 habitantes, Buffalo estaba compuesto por el 95.75% blancos, el 0.29% eran afroamericanos, el 0.91% eran amerindios, el 0.19% eran asiáticos, el 0.23% eran isleños del Pacífico, el 1.07% eran de otras razas y el 1.56% pertenecían a dos o más razas. Del total de la población el 3.18% eran hispanos o latinos de cualquier raza.